# 魯賓德拉博爾博拉山
75°2′S 135°3′W / 75.033°S 135.050°W
魯賓德拉博爾博拉山（英語：Mount Rubin de la Borbolla）是南極洲的山峰，位於瑪麗伯德地，處於麥當勞高地東南端，海拔高度1,090米，美國地質調查局根據測量和美國海軍拍攝的空中照片繪入地圖，現時由南極條約體系管理。